# 音楽素材サイト
音楽素材サイト（おんがくそざいさいと）は、主に動画やゲーム、ホームページなどを制作するクリエイター向けに音楽データをインターネット上で公開・配信しているウェブサイトの俗称である。

## 概要
音楽を純粋に視聴するためではなく、誰でも利用することができる素材として公開するウェブサイトは、ホームページビルダーなどのWebオーサリングツールやRPGツクールなどゲーム制作ツールが広く普及し、自作ホームページやフリーゲームがブームになった1990年代後半～2000年代前半に徐々に増え始めた。さらに、2000年代後半、YouTubeやニコニコ動画といった大手動画サイトの出現により、一般人が動画を制作する機会が増え、BGMとして利用することができる音楽素材の需要が増したことで、数百～数千曲もの素材を公開する大型の音楽素材サイトも出現した。音楽データの形式は、2000年代前半までは、容量が小さく扱いやすいMIDIがメインであったが、2000年代後半、インターネットの高速化により大容量のデータを短時間でダウンロードできるようになってからは、MP3やWAVで配信しているサイトが増えている。着信音として利用するためのMMF、RPGツクールやWOLF RPGエディターといった特定のゲーム制作ツールでBGMとして利用できるOggやM4Aといった、やや特殊なデータ形式で配信しているサイトもある。また、音楽だけにとどまらず、効果音素材、掛け声や挨拶といった声素材を提供しているサイトもある。

## 利用規約
音楽素材サイトは各々利用規約を設けており、それに違反するような使い方はできない。例としては、著作権表記の義務、利用報告の義務、成人向け作品での使用不可など。サイトによって設けている規約が異なるため、素材を利用する前に必ず利用規約に目を通しておく必要がある。

## 無料（フリー）と著作権フリーの違い
フリーの音楽素材の「フリー」という言葉は、無料という意味でのフリーと、著作権フリーという意味でのフリーを指す場合がある。
前者の場合、素材を利用するに当たって金銭を支払う必要は一切無いが、著作権表記が義務付けられていたり、成人向け作品で使用できないなどといった制限が設けられている場合が多い（これは上記利用規約の項目にあるとおり、サイトによって規約が異なるため一概には言えない）。また無料で利用できるという手軽さから、有名なサイトを利用していると他人の作品のBGMと被る確率が高い。著作権フリーの素材サイトの場合、素材をダウンロードする際に数百から数千円程度の料金を払う必要があるが、いったん購入してしまえば殆ど制限無く利用できる（利用規約が無いわけではない）。